# Флурнуа, Теодор
Теодо́р Флурнуа́ (фр. Théodore Flournoy; 15 августа 1854, Женева — 5 ноября 1920, Женева) — швейцарский физиолог, психолог и философ, основоположник экспериментальной психологии в Швейцарии. Его исследования были посвящены изучению времени реакции, воображения, ощущений, гипноза и медиуматических состояний.

## Биография
В 1878 г. Теодор Флурнуа получил ученую степень в области медицины, затем изучал психологию в Лейпциге. В 1891—1919 гг. он занимался психофизиологией, экспериментальной психологией, философией науки, будучи профессором Женевского университета, где и создал первую в Швейцарии лабораторию экспериментальной психологии.  В 1901 г. Флурнуа основал один из старейших психологических журналов — «Психологические архивы» (Archives de Psychologie).

## Достижения
Известность Флурнуа принесла книга «От Индии до планеты Марс» (Des Indes à la Planète Mars), изданная в 1900г. В ней он исследует феномен медиума Катерины-Элизы Мюллер, фигурирующей в его работе как Элен Смит. Учёный в течение шести лет присутствовал на спиритических сеансах Элен Смит, где в состоянии транса, посредством автоматического письма она писала «романы», представлявшие собой три больших цикла повествований о её прежних жизнях. В первом цикле перерождений она была королевой Марией Антуанеттой, во втором — дочерью арабского шейха, вышедшей замуж за индийского раджу, в третьем — общалась с марсианами, подробно описывала их самих, их быт, приводила образцы марсианской письменности. Флурнуа попросил лингвиста Фердинанда де Соссюра исследовать языки автоматического письма Элен. Было доказано, что марсианский язык Смит — искаженный французский, что арабские изречения позаимствованы у домашнего врача, изучавшего арабский язык, и что исторические сведения взяты из одного старого труда.
Чтобы дать «путешествиям» Элен Смит психологическое объяснение, Флурнуа позаимствовал у Фредерика Майерса идею «сублиминального сознания». Содержание сублиминального сознания человеком не осознается, кроме того, оно инфантильно: это пережитки детства, сокрытые в сознании взрослого. Как считал Флурнуа, рассказы Смит о перевоплощениях были связаны с неосуществившимися мечтами, с воспоминаниями о прочитанном и пережитом в подростковом возрасте. Учёный полагал, что воспоминания о реинкарнациях Смит — это проявление криптомнезии. Согласно Флурнуа, способность к воображению у сублиминального сознания поразительна, а его скорость реакции стремительна. Сублиминальное сознание обладает творческой природой: в наиболее удалённых уголках разума некоторых людей существуют целые «романы» — сложные, законченные, о существовании которых не подозревает даже их носитель, потому что у него не было возможности попрактиковаться в автоматическом письме, а ни один психолог не извлек их на свет.
В работе «От Индии до планеты Марс» критикуются многие спиритуалистические верования и подвергается сомнению возможность медиуматического общения с потусторонним миром, однако Флурнуа оставил открытым вопрос о парапсихических способностях: он допускал вероятность существования телепатии, ясновидения, телекинеза и верил, что может быть найдено естественнонаучное объяснение этим явлениям.
В 1904—1905 гг. в Женевском университете Флурнуа были прочитаны четырнадцать лекций по религиозной психологии. Основные методологические принципы этой новой науки были изложены им в статье «Принципы религиозной психологии»  (Les Principes de la psychologie religieuse).
1. Принцип применения методов научной психологии. Явления религиозного сознания возможно изучать при помощи методов научной психологии. Одной из центральных задач психологии религии является систематизация отдельных фактов и выявление закономерностей психологической составляющей религиозной жизни.
2. Принцип исключения трансцендентности. Психологу религии следует воздерживаться от суждений о ценности религиозных представлений, равно как и от отрицания или утверждения существования трансцендентных объектов, так как данный вопрос находится вне компетенции психолога. Само же название — «религиозная психология» — не предполагает ни религиозного, ни антирелигиозного характера науки.
3. Принцип биологического объяснения религиозных феноменов. Психология рассматривает религию как необходимую биологическую функцию человеческого организма, как проявление жизненного процесса, «старается определить его психофизиологическую природу, законы роста и развития, нормальные и патологические изменения, сознательный и бессознательный динамизм, отношение к другим функциям»[4], а также его роль в жизни отдельного индивида и общества.

## Оценка
Помимо того, что Флурнуа способствовал становлению психологии религии как научной дисциплины, он сыграл особую роль в истории (точнее, предыстории) психоанализа. Несмотря на то, что психолог развивал концепцию сублиминального сознания, в своих научных взглядах он был более близок к Зигмунду Фрейду, чем Пьер Жане и Жан-Мартен Шарко; историки теории бессознательного считают его «человеком, который мог бы изобрести психоанализ».

### Список произведений
- 1900 — Des Indes à la Planète Mars: Etude sur un cas de somnambulisme avec glossolalie. — Troisième ed. — Paris: F. Alcan, 1900. — XII, 420 p.
- 1902 — Les Principes de la psychologie religieuse
  - Принципы религиозной психологии. Киев, 1913.
- 1903 — Observations de psychologie religieuse
- 1904 — Le Génie religieux
- 1911 — La Philosophie de William James